# Merry Ploughboy
Merry Ploughboy(메리 플로보이, 명랑한 시골 청년) 또는 Off to Dublin in the Green(오프 투 더블린 인 더 그린, 초록색 옷을 입고 더블린으로)은 아일랜드의 현대 포크송이다. 흔히 아일랜드의 작사가, 작곡가, 가수인 도미니크 비언(Dominic Behan, 1928~1989)이 작사, 작곡한 것으로 알려져 있으나, 실제로 이 곡은 제러마이어 린치(Jeremiah Lynch)가 작사하였고 가락은 'Jolly Ploughboy'라고 하는 고전 포크송 가락이다. 도미니크 비언의 첫 앨범에 비언의 자작곡들과 함께 수록되었기 때문에 이런 오해가 생긴 것으로 보인다.

## 내용
가사는 다음 링크에 나온 것과 같으며 아일랜드 내전을 배경으로 하고 있는데, 구약성경 아모스서의 모티브를 차용한 것으로 보인다.화자는 한 시골 청년인데, 어느 날 갑자기 아일랜드 독립운동에 뛰어들어야겠다고 마음을 먹고 생업을 내팽개치고 IRA에 합류하기 위해 길을 떠난다. 화자는 메리라는 사랑하는 여자가 있는데, IRA의 소총 소리가 들리면 그녀가 자기를 생각해 주기를 바라며 떠난다. 화자는 전쟁이 끝나고 사랑스러운 옛 아일랜드(dear old Ireland)가 자유를 얻으면 메리를 성당에 데려가 결혼하겠다는 소박한 꿈을 품고, 빼앗긴 땅을 되찾기 위해 독립운동에 나선다.

## 수록 앨범
- 도미니크 비언: Songs of the Irish Republican Army(1957)
- 더 클랜시 브라더스: Freedom's Sons(1966)
- 더 더블리너스: Live at the Albert Hall (1969)
- 더 울프 톤스: Teddy Bear's Head (1967)

이외에도 다수의 음악가들이 불렀다.

## 패러디
폴란드와 우크라이나에서 개최된 유로 2012에 출전한 아일랜드 축구 국가대표팀의 응원가 'Off to Poland in the Green'(초록색 옷을 입고 폴란드로) 은 이 곡을 패러디한 것이다. 아일랜드 국대의 유니폼이 초록색이고, 아일랜드가 속한 C조의 경기가 치러진 곳이 폴란드이기 때문이다.
1. ↑  “Songs of the I.R.A.: Dominic Behan at theBalladeers”. 2012년 8월 13일에 원본 문서에서 보존된 문서. 2012년 7월 8일에 확인함.
2. ↑  “Irish Folk Song Lyrics at theBalladeers”. 2012년 4월 10일에 원본 문서에서 보존된 문서. 2012년 7월 8일에 확인함.
3. ↑  그러자 아모스가 아마츠야에게 대답하였다. “나는 예언자도 아니고 예언자의 제자도 아니다. 나는 그저 가축을 키우고 돌무화과나무를 가꾸는 사람이다. 그런데 주님께서 양 떼를 몰고 가는 나를 붙잡으셨다. 그러고 나서 나에게 ‘가서 내 백성 이스라엘에게 예언하여라.’ 하고 말씀하셨다. 그러니 이제 너는 주님의 말씀을 들어라. 너는 ‘이스라엘을 거슬러 예언하지 말고 이사악의 집안을 거슬러 설교하지 마라.’ 하고 말하였다. - 아모스서 7장 14~16절